# Kristrún Frostadóttir

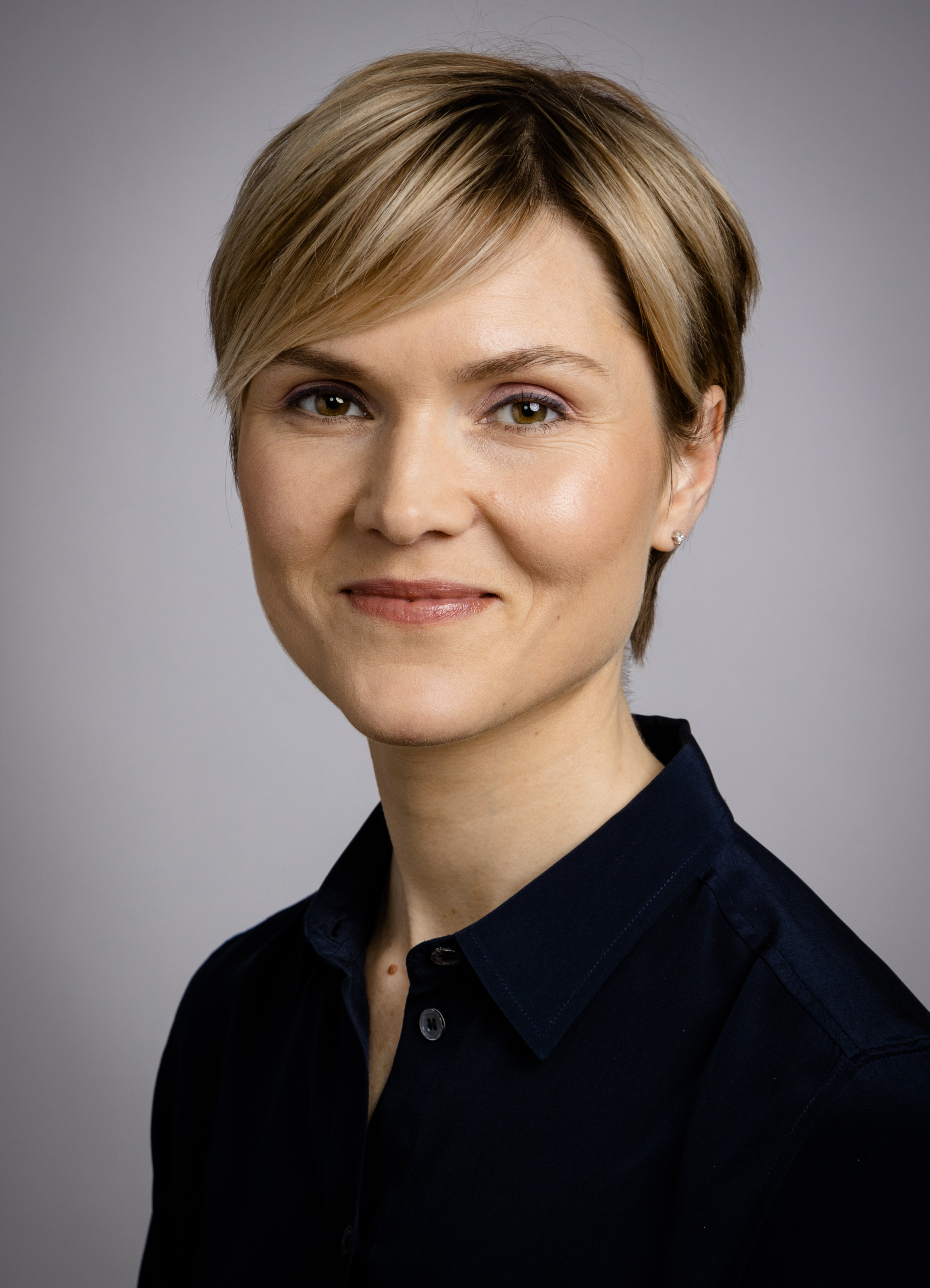
Kristrún Frostadóttir, 2021

Kristrún Mjöll Frostadóttir [ˈkʰrɪstruːn ˈfrɔstaˌtoʊhtɪr] (* 12. Mai 1988 in Reykjavík) ist eine isländische Ökonomin und Politikerin der sozialdemokratischen Allianz und seit Dezember 2024 Premierministerin von Island. Bereits seit 2021 ist sie Mitglied des isländischen Parlaments Althing und seit 2022 Parteivorsitzende der Allianz.

## Leben
Kristrún Frostadóttir wurde in Reykjavík geboren. Ihre Eltern sind der Ethnograph Frosti Fífill Jóhannsson und die Ärztin Steinunn Guðný H. Jónsdóttir. Sie absolvierte das Gymnasium Menntaskólinn í Reykjavík und erwarb einen Bachelor-Abschluss an der Universität von Island, danach Masterabschlüsse in Wirtschaftswissenschaft von der Boston University und in Global Affairs von der Yale University. In den drei Jahren vor ihrer Wahl ins Althing war sie Chefökonomin der isländischen Bank Kvika. Davor war sie unter anderem für kurze Zeit Chefökonomin der isländischen Handelskammer.
Bei der Parlamentswahl in Island 2021 wurde Kristrún als Kandidatin der Allianz für den Wahlkreis Reykjavík Süd ins isländische Parlament Althing gewählt. Nachdem der Vorsitzende der Allianz, Logi Már Einarsson, 2022 wie angekündigt nicht zur Wiederwahl als Parteivorsitzender angetreten war, wurde Kristrún als einzige Kandidatin mit 94,59 Prozent der abgegebenen Stimmen zu seiner Nachfolgerin gewählt. Von 2021 bis 2023 war sie Mitglied der isländischen Delegation im Westnordischen Rat.
Bei der Parlamentswahl in Island 2024 wurde die Allianz mit Kristrún Frostadóttir an der Spitze stärkste Kraft. Bei der Vorstellung des Koalitionsvertrags der Allianz mit den Parteien Viðreisn und Flokkur fólksins wurde Kristrún als Ministerpräsidentin benannt. Dem Kabinett Kristrún Frostadóttir gehören als erster isländischer Regierung mehr Frauen als Männer an. Kristrún ist sowohl die jüngste Premierministerin in der Geschichte Islands als auch zum Zeitpunkt ihres Amtsantritts die jüngste amtierende Regierungschefin der Welt. Die Regierung wurde in der Sitzung des Staatsrats vom 21. Dezember 2024 eingesetzt.
Sie ist mit dem Betriebswirt Einar Bergur Ingvarsson verheiratet und hat zwei 2019 und 2023 geborene Töchter.